# Silviu Lung

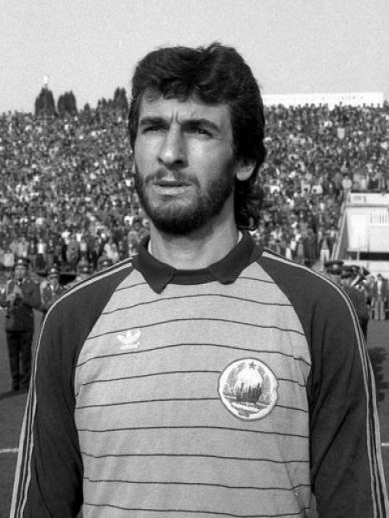
Silviu Lung în tricoul echipei naționale

Silviu Lung (n. 9 septembrie 1956, Sânmiclăuș, România) este un maestru emerit al sportului, economist, fost jucător de fotbal, portar al echipelor Universitatea Craiova, Steaua București și al echipei naționale de fotbal a României.

## Biografie
Silviu Lung s-a născut la data de 9 septembrie 1956 în satul Sânmiclăuș (județul Satu Mare). Prima legitimare o are la Victoria Carei în 1971. El a debutat în Divizia A cu echipa Universitatea Craiova în anul 1974. A jucat timp de 14 sezoane la Universitatea, câștigând în acest timp două titluri de campioni al României cu echipa (1979-1980, 1980-1981) și cinci Cupe ale României (1976-1977/1977-1978/1980-1981/1982-1983/1992-1993).
În anul 1988 a fost transferat la Steaua București cu care a câștigat încă din primul sezon titlul de campioni al României și Cupa. A jucat în finala Cupei Campionilor Europeni în anul 1989, dar Steaua a fost învinsă de către AC Milan cu scorul de 4-0. Ulterior a jucat în străinătate, la echipa spaniolă Logroñés. A revenit la Universitatea Craiova în sezonul 1992/1993, retrăgându-se din activitatea de fotbalist în anul 1994.
Înalt de 1,94 m, s-a remarcat prin siguranța intervențiilor, curaj și inspirație, apărând cu brio buturile Universității Craiova în 182 de meciuri, ocupând în 1983 locul II în clasamentul celor mai buni jucători ai țării.
Silviu Lung a jucat într-un număr de 77 meciuri pentru Echipa Națională a României și a făcut parte din lotul României la Euro 1984 (Franța) și la Campionatul Mondial din 1990 (Italia). În martie 2008 a fost decorat cu Ordinul „Meritul Sportiv” clasa a III-a, pentru rezultatele obținute la turneele finale din perioada 1990-2000 și pentru întreaga activitate.
Silviu Lung este tatăl altor doi portari, Tiberiu Lung și Silviu Lung Jr., acesta din urmă jucând la FC Politehnica Iași (2010).

## Statistici ale carierei
| Sezon   | Club                  | Țară    | Meciuri | Goluri |
| ------- | --------------------- | ------- | ------- | ------ |
| 1971/72 | Victoria Carei        | România | 0       | 0      |
| 1972/73 | Victoria Carei        | România | 18      | 0      |
| 1973/74 | Victoria Carei        | România | 24      | 0      |
| 1974/75 | Universitatea Craiova | România | 6       | 0      |
| 1975/76 | Universitatea Craiova | România | 9       | 0      |
| 1976/77 | Universitatea Craiova | România | 22      | 0      |
| 1977/78 | Universitatea Craiova | România | 15      | 0      |
| 1978/79 | Universitatea Craiova | România | 24      | 0      |
| 1979/80 | Universitatea Craiova | România | 3       | 0      |
| 1980/81 | Universitatea Craiova | România | 20      | 0      |
| 1981/82 | Universitatea Craiova | România | 21      | 0      |
| 1982/83 | Universitatea Craiova | România | 32      | 0      |
| 1983/84 | Universitatea Craiova | România | 29      | 0      |
| 1984/85 | Universitatea Craiova | România | 33      | 0      |
| 1985/86 | Universitatea Craiova | România | 34      | 0      |
| 1986/87 | Universitatea Craiova | România | 33      | 0      |
| 1987/88 | Universitatea Craiova | România | 27      | 0      |
| 1988/89 | Steaua București      | România | 29      | 0      |
| 1989/90 | Steaua București      | România | 20      | 0      |
| 1990/91 | CD Logroñés           | Spania  | 9       | 0      |
| 1991/92 | Electroputere Craiova | România | 22      | 0      |
| 1992/93 | Electroputere Craiova | România | 13      | 0      |
|         | Universitatea Craiova | România | 16      | 0      |
| 1993/94 | Universitatea Craiova | România | 10      | 0      |